# اسکار فابیانی
اسکار فابیانی (انگلیسی: Óscar Fabbiani؛ زادهٔ ۱۷ دسامبر ۱۹۵۰) بازیکن فوتبال اهل آرژانتین است.
از باشگاه‌هایی که در آن بازی کرده‌است می‌توان به باشگاه فوتبال آژاکس کیپ‌تاون و باشگاه ورزشی آئوداکس ایتالیانو اشاره کرد.
وی همچنین در تیم ملی فوتبال شیلی بازی کرده‌است.